# Hekbeeld Erasmus
Het hekbeeld Erasmus is een eikenhouten, hol standbeeld van Desiderius Erasmus dat op de versierde achterkant van het galjoen De Liefde stond. Onder leiding van Jacob Quaeckernaeck kwam De Liefde in 1600 als eerste Nederlandse schip aan in Japan. Aan boord was ook William Adams, die als eerste Engelsman voet in Japan zette. Het beeld staat nu symbool voor de geschiedenis van de handelsrelatie tussen Nederland, Engeland en Japan.

## Zeereis opDe Liefde
Het hekbeeld Erasmus werd vervaardigd voor het galjoen Erasmus, dat al snel herdoopt werd tot De Liefde. Met een hoogte van 104,5 centimeter prijkte het op haar versierde spiegel. Het schip vertrok in 1598 als onderdeel van een vloot van de Magelhaensche Compagnie, die via de Straat Magellaan Oostindië wilde bereiken. Na een woelige reis meerde De Liefde op 19 april 1600 als enig overgebleven schip aan op het Japanse eilandje Kuroshima, dat in de baai van Usuki ligt.

## Verblijf in Japan
Van het schip zelf is enkel het hekbeeld bewaard gebleven. Er wordt aangenomen dat het beeld via William Adams in het bezit is gekomen van Shigesato Makino, waarna het zijn weg vond naar een tempel in de prefectuur Tochigi, ten noorden van Tokio, die Shigesato oprichtte. Daar kreeg het de naam Keteki Sama, naar de mythische Chinese uitvinder van het schip. Shigesato Makino was een samoerai met wortels in Mikawa. Hij diende eerst onder Oda Nobunaga en Toyotomi Hideyoshi en enkele andere krijgsheren, voordat hij Tokugawa Ieyasu diende - waarmee hij een toelage van 3.000 koku aan rijst verdiende. In 1606 werd Shigesato door Iyeyasu aangesteld als hoofd van een vijftigtal musketiers, die verantwoordelijk was voor de verdediging van een van de poorten van het kasteel Edo. Uit een document blijkt dat hij William Adams opdroeg om zijn troepen op te leiden in de kunsten. Hoewel er geen direct bewijs is, wordt aangenomen dat Adams het beeld aan Shigesato Makino gaf. De zoon en opvolger van de Shigesato bracht het beeld naar de tempel ter nagedachtenis aan zijn overleden vader. Het beeld werd in 1919 aangetroffen door een lid van een lokale erfgoedcommissie, die het in 1920 kenbaar maakte bij een ontmoeting van de archeologische vereniging in Tokio. Het beeld werd eerst toegeschreven als een christelijk reliek. In 1926 publiceerde Tokihide Nagayama in zijn boek Collection of historical materials connected with the Roman Catholic religion in Japan de bevinding dat het moest gaan om het hekbeeld van De Liefde. Een van de aanwijzingen was de tekst die gesneden was in de boekrol in de rechterhand van de figuur. Nagayama identificeerde acht letters die passen bij een duiding van Erasmus van Rotterdam.

## Tentoonstelling
Het standbeeld, waarvan de linkerhand ontbreekt, is nu eigendom van de Ryuko-in, een boeddhistische tempel van de Sodosekte, gesitueerd nabij Tomita station, aan de kant van Ashikaga op de Ryo-Molijn. Het bevindt zich sinds 1930 in het Nationaal museum van Tokio. Aangezien De Liefde het eerste Nederlandse schip en William Adams de eerste Engelsman waren die in Japan aanmeerden, staat het beeld nu symbool voor de geschiedenis van de handelsrelatie tussen deze drie landen.
Het beeld is viermaal tentoongesteld in zijn thuishaven Rotterdam. De eerste keer was tijdens de Erasmustentoonstelling van 1936 in het Museum Boymans Van Beuningen. Het Historisch Museum mocht het in 1954 tentoonstellen, als dank voor de ontvangst van kroonprins Akihito in Nederland. Bij een grote Erasmustentoonstelling in 1969 werd het hekbeeld opnieuw tentoongesteld in het Museum Boymans Van Beuningen. De laatste keer was bij een tentoonstelling in het Maritiem Museum Prins Hendrik over Nederlanders in Nagasaki. Dit museum heeft in zijn permanente collectie een kunststoffen replica van het beeld, geschonken door Japan.

## Afbeeldingen
Op Kuroshima, waar het galjoen De Liefde voor het eerst in Japan aanmeerde, staat in een museum een model van dit schip. Op dit eiland bevindt zich een replica van het hekbeeld van Erasmus op een sokkel naast een buste van de koopman Jan Joosten van Lodensteyn en de Engelse stuurman William Adams.

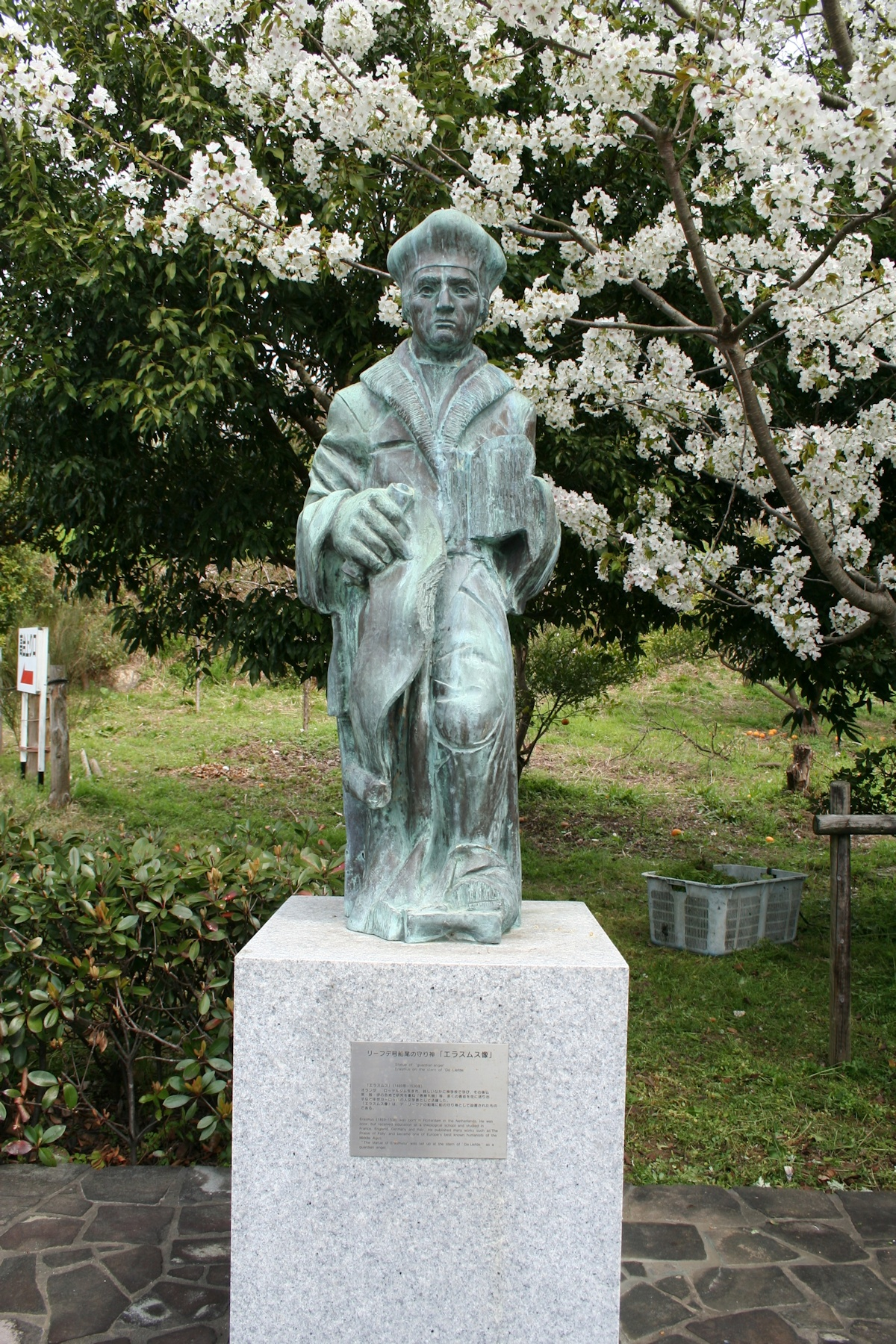
Bronzen replica van het Erasmusbeeld van de achtersteven van het galjoen De Liefde op het eiland Kuroshima
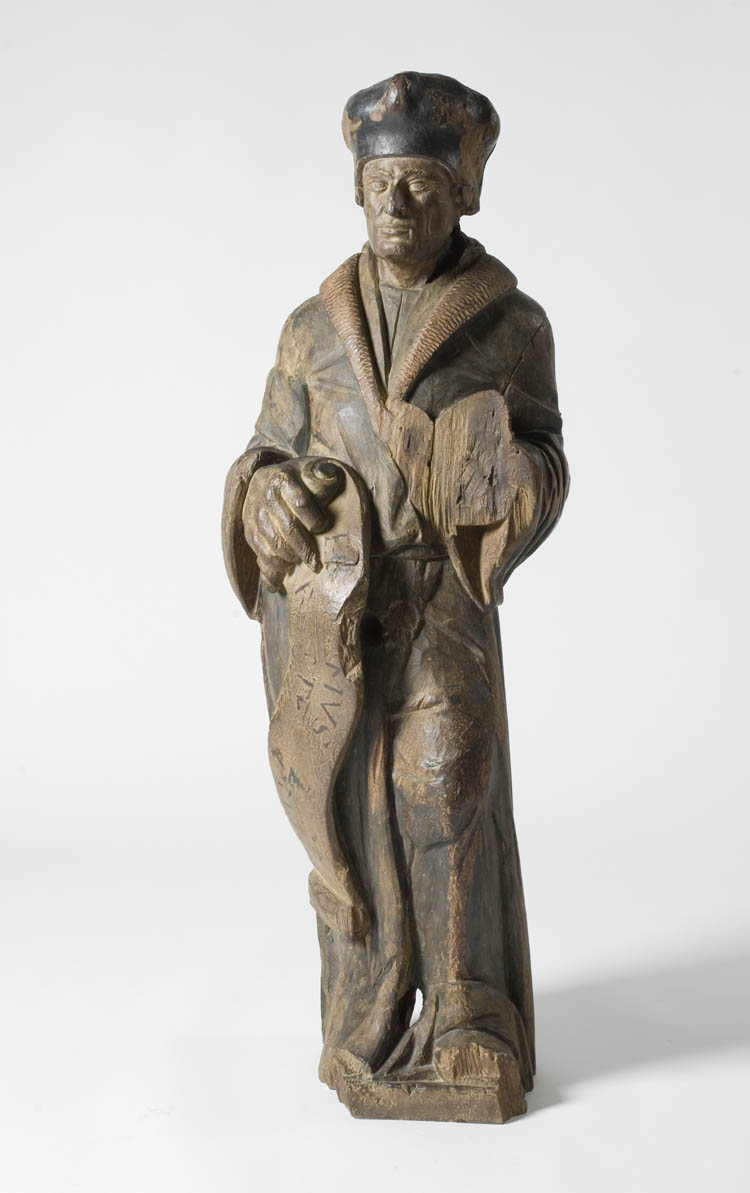
Hekbeeld van De Liefde (replica, Maritiem Museum Rotterdam)